# Mobilização russa de 2022
Em 21 de setembro de 2022, sete meses após o início das hostilidades da invasão da Ucrânia, a Rússia declarou uma mobilização parcial de reservistas militares. A decisão foi tomada um dia após o a núncio da anexação russa da Repúblicas Populares de Donetsk e Lugansk e dos oblasts de Quérson e Zaporíjia.
O anúncio da mobilização foi visto como uma escalada significativa dos esforços militares da Rússia no conflito contra a Ucrânia. O Ministro da Defesa russo, Serguei Choigu, anunciou que a Rússia possuía uma "enorme mobilização reserva" e planejou mobilizar 300 mil recrutas. Os detalhes precisos dos planos de mobilização não são claros, com o número exato de pessoas mobilizadas confidencial.
Em 28 de outubro, Choigu relatou ao presidente russo Vladimir Putin que a mobilização havia sido concluída. Contudo, foi especulado que a mobilização só iria ser finalizada com um decreto presidencial por parte de Putin, o que não ocorreu. O porta-voz do Kremlin, Dmitry Peskov, refutou a especulação. Em dezembro, diversos analistas militares afirmavam que a mobilização ainda ocorria na Rússia.

## Antecedentes
De acordo com o The Moscow Times, autoridades russas rejeitaram repetidamente a possibilidade de mobilização pelo menos 15 vezes antes do anúncio oficial. Por exemplo, em 8 de março de 2022, Vladimir Putin prometeu publicamente que reservistas não seriam convocados para lutarem em território ucraniano.
A Rússia evitou declarar uma mobilização na Ucrânia até setembro. Anteriormente, mobilizações russas foram conduzidas pelo Império Russo na Guerra Russo-Japonesa de 1904 e no início da Primeira Guerra Mundial, em 1914. A União Soviética mobilizou a indústria e população russa contra a Alemanha Nazista, durante a Segunda Guerra Mundial.

### Repúblicas Populares de Donetsk e Lugansk
Em 19 de fevereiro de 2022, uma mobilização geral iniciou nas Repúblicas Populares de Donetsk (RPD) e Lugansk (RPL). Dezenas de milhares de residentes locais foram mobilizados forçadamente para a guerra.
A mobilização foi acompanha por êxodos de homens em idade militar. Nas empresas daquela região, até 80% dos empregados foram chamados para o serviço militar, o que levou a um blecaute do transporte público e à paralisação de serviços públicos das grandes cidades. Para evitarem de ser mobilizados, residentes se esconderam ou tentaram deixar ilegalmente as duas repúblicas.
A mobilização revelou numerosos problemas das forças armadas de Donetsk e Lugansk. Recrutas sem treinamento e sem experiência em combate foram enviados ao fronte sem equipamento adequado. Ativistas de direitos humanos reportaram uma grande taxa de mortalidade nos recrutas mobilizados em relação aos militares ucranianos – até 30 mil baixas russas até agosto de 2022.

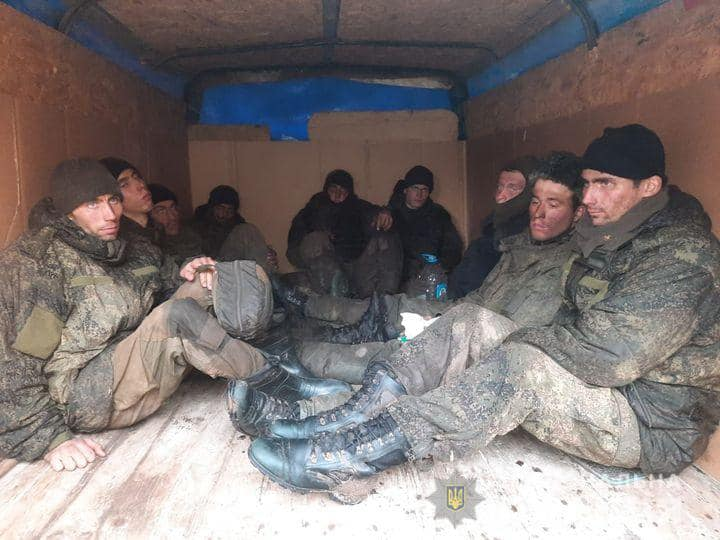
Soldados russos capturados durante a Batalha de Sumy, março de 2022

### Rússia
Após as contraofensivas ucranianas de Quérson e Carcóvia, em setembro de 2022, Putin foi pressionado por ultranacionalistas e ativistas pró-guerra russos, como Igor Girkin e Alexander Kots, que clamaram por uma mobilização e guerra total contra a Ucrânia. Girkin disse que uma mobilização total na Rússia era a "última chance" para a vitória.

#### Baixas russas
Em setembro, o Ministro da Defesa russo, Serguei Choigu, anunciou que 5.937 soldados russos morreram durante o guerra, e que 90% dos feridos retornaram para o conflito. A fala de Choigu foi considerada por muitas fontes como desinformação, visto que em 16 de setembro as forças russas haviam sofrido pelo menos 6.476 mortes confirmadas por nome, de acordo com a BBC. Mesmo com o número de baixas relativamente baixo, o número fornecido pela BBC pode ser 40–60% menor que o número real de mortos enterrados na Rússia, sem mencionar os soldados cujo corpos foram deixados na Ucrânia ou deliberadamente marcados como "perdido em ação".
A BBC coletou informações de mortes por mais de mil militares russos, incluindo mais de 70 pilotos militares, 370 marinheiros, centenas de paraquedistas e mais de 200 soldados especiais do Departamento Central de Inteligência, dos quais 1 em 4 era um oficial. Em 21 de setembro, o Estado-Maior das Forças Armadas Ucranianas declarou que as perdas russas ultrapassavam 55 mil.
Em 12 de outubro, com a citação de fontes relacionadas ao Kremlin, a mídia independente russa iStores reportou que mais de 90 mil soldados russos haviam sido mortos, seriamente feridos ou perdidos na Ucrânia.

## Prelúdio

A primeira página do decreto presidencial russo "Sobre o anúncio da mobilização parcial na Federação Russa"

### Campanha de recrutamento voluntário
Mesmo antes da contraofensiva de Carcóvia, a situação de pessoal na Rússia já era considerado crítico, com efetivos de outras zonas de guerra, como a Síria e Ossétia do Sul, sendo empregados na Ucrânia com o objetivo de suprir a falta de soldados.
Entre junho e julho de 2022, autoridades das divisões federais da Rússia foram encarregadas de realizar uma campanha militar para formar novas formações militares, no que foi chamado de "mobilização encoberta". Cada divisão federal deveria formar e enviar um "batalhão voluntário" para a Ucrânia. Aos voluntários, foi oferecido contratos com pagamentos de 40 a 50 mil rublos, que aumentariam para 130 mil assim que entrassem em território inimigo. Em agosto, os voluntários mobilizados foram agrupados no 3.º Corpo de Exército.

### Mudanças legislativas
Em 20 de setembro, um dia antes da mobilização a Duma Federal, o parlamento russo, adotou, de forma unânime, emendas para incluir os conceitos de mobilização, lei marcial e tempo de guerra no Código penal russo, além de introduzir vários artigos relacionados a operações militares. Com isso, a rendição voluntária passou a ser punível com 10 anos de prisão, junto de punições para pilhagem, deserções, faltas ao treinamento e  em casos de não cumprimento de ordens.

### Recrutamento de prisioneiros
A partir de julho de 2022, representantes do Grupo Wagner começaram a visitar presídios russos. De acordo com a mídia, o grupo paramilitar iniciou primeiro uma turnê de recrutamento nos presídios para ex-membros das forças de segurança e, em seguida, passou a visitar instituições de segurança máxima. Os recrutadores convidaram os prisioneiros a participarem de hostilidades em troca de um perdão, remoção de seus registros criminais, um passaporte russo e pagamentos em dinheiro (100 mil rublos por mês, 5 milhões em caso de morte).
Sete dias antes da ordem de mobilização, um vídeo surgiu confirmando o recrutamento de prisioneiros pelo Grupo Wagner. No vídeo, Yevgeny Prigozhin falou para uma multidão de prisioneiros, destacando três "pecados" - deserção, "drogas e álcool" e "saque" (dando o exemplo de estupro) - enquanto falava sobre "duas granadas que devem estar com você ao se render". Ele disse a eles que o período de serviço duraria seis meses antes de receberem um perdão completo, que não haveria obrigação de voltar para a prisão, e que indivíduos que inicialmente aceitassem a oferta, mas depois optassem por não participar, seriam marcados como desertores e executados. Prigozhin deu aos prisioneiros apenas cinco minutos para tomar uma decisão.

## Discurso de Putin
Em 21 de setembro, Vladimir Putin anunciou a mobilização na Rússia em um discurso pré-gravado que foi ao ar às 9h no horário de Moscou. O discurso seguiu as emendas da Duma Federal ao Código Penal. Em seu pronunciamento televisionado, ele afirmou que a Rússia estava em guerra com o "Ocidente coletivo", ameaçando implicitamente o uso de armas nucleares. Ele declarou que "para proteger nossa pátria, sua soberania e integridade territorial, e garantir a segurança de nosso povo e das pessoas nos territórios libertados", decidiu declarar uma "mobilização parcial" da reserva militar russa. Em seu discurso, Putin afirmou que a mobilização foi sugerida pelo Ministério da Defesa e pelo Estado-Maior das Forças Armadas. Putin disse que apenas cidadãos com experiência militar prévia seriam elegíveis para a mobilização e receberiam as mesmas condições dos soldados oficiais.
Putin acusou os Estados Unidos e a União Europeia de "chantagem nuclear" contra a Federação Russa e lembrou da presença de suas próprias armas. Putin reafirmou seu apoio aos referendos de anexação nos territórios ucranianos ocupados, apontando os referendos como justificativa para a mobilização da Rússia.

## Decreto
Logo após o discurso de Putin, foi publicado um decreto oficial promulgando a mobilização anunciada:
1. Declarar a mobilização parcial na Federação Russa a partir de 21 de setembro de 2022.
2. Realizar a convocação de cidadãos da Federação Russa para o serviço militar de mobilização nas Forças Armadas da Federação Russa. Os cidadãos da Federação Russa convocados para o serviço militar por mobilização têm o status de militares servindo nas Forças Armadas da Federação Russa sob contrato.
3. Estabelecer que o nível de remuneração para os cidadãos da Federação Russa convocados para o serviço militar de mobilização nas Forças Armadas da Federação Russa corresponde ao nível de remuneração para militares servindo nas Forças Armadas da Federação Russa sob contrato.
4. Os contratos para o serviço militar assinados por militares continuam válidos até o fim do período de mobilização parcial, com exceção dos casos de demissão de militares do serviço militar com base nos fundamentos estabelecidos por este Decreto.
5. Estabelecer durante o período de mobilização parcial os seguintes fundamentos para a demissão do serviço militar de militares em serviço militar sob contrato, bem como de cidadãos da Federação Russa convocados para o serviço militar por mobilização nas Forças Armadas da Federação Russa:  1. por idade – ao atingir o limite de idade para o serviço militar;
  2. por motivos de saúde – em decorrência de seu reconhecimento pela comissão médica militar como inapto para o serviço militar, com exceção de militares que tenham manifestado o desejo de continuar no serviço militar em cargos que possam ser substituídos pelos referidos militares;
  3. em decorrência da entrada em vigor de uma sentença judicial que impõe uma pena de prisão.
6. Ao Governo da Federação Russa:  1. para financiar atividades relacionadas à mobilização parcial;
  2. tomar as medidas necessárias para suprir as necessidades das Forças Armadas da Federação Russa, outras tropas, formações militares e órgãos durante o período de mobilização parcial.
7. Apenas para uso oficial (confidencial)[49]
8. As autoridades máximas das entidades constituintes da Federação Russa devem garantir a convocação de cidadãos para o serviço militar de mobilização nas Forças Armadas da Federação Russa, conforme o número e os prazos determinados pelo Ministério da Defesa da Federação Russa para cada entidade constituinte da Federação Russa.
9. Conceder aos cidadãos da Federação Russa que trabalham em organizações do complexo militar-industrial o direito de adiamento da convocação para o serviço militar de mobilização (pelo período de trabalho nessas organizações). As categorias de cidadãos da Federação Russa que têm direito a adiamento e o procedimento para concessão desse direito são determinados pelo Governo da Federação Russa.
10. Este Decreto entrará em vigor no dia de sua publicação oficial.[50]

### Ponto 7
O ponto número 7 do decreto é confidencial. Na versão pública do decreto publicada nos sites do governo russo, o ponto 7 não estava disponível e foi marcado como "para uso oficial". Peskov disse à imprensa que a cláusula confidencial se referia ao número de reservistas que poderiam ser convocados para o serviço militar.
O jornal de oposição no exílio Novaya Gazeta relatou em 22 de setembro de 2022 que o ponto 7 classificado dá permissão ao Ministério da Defesa para mobilizar até um milhão de homens. O porta-voz de Putin, Dmitry Peskov, negou isso, chamando os relatos de "mentira". Em 23 de setembro de 2022, uma fonte próxima a um dos ministérios da Rússia disse ao periódico Meduza que 1,2 milhão de pessoas seriam convocadas. Peskov também negou isso.

## Análise

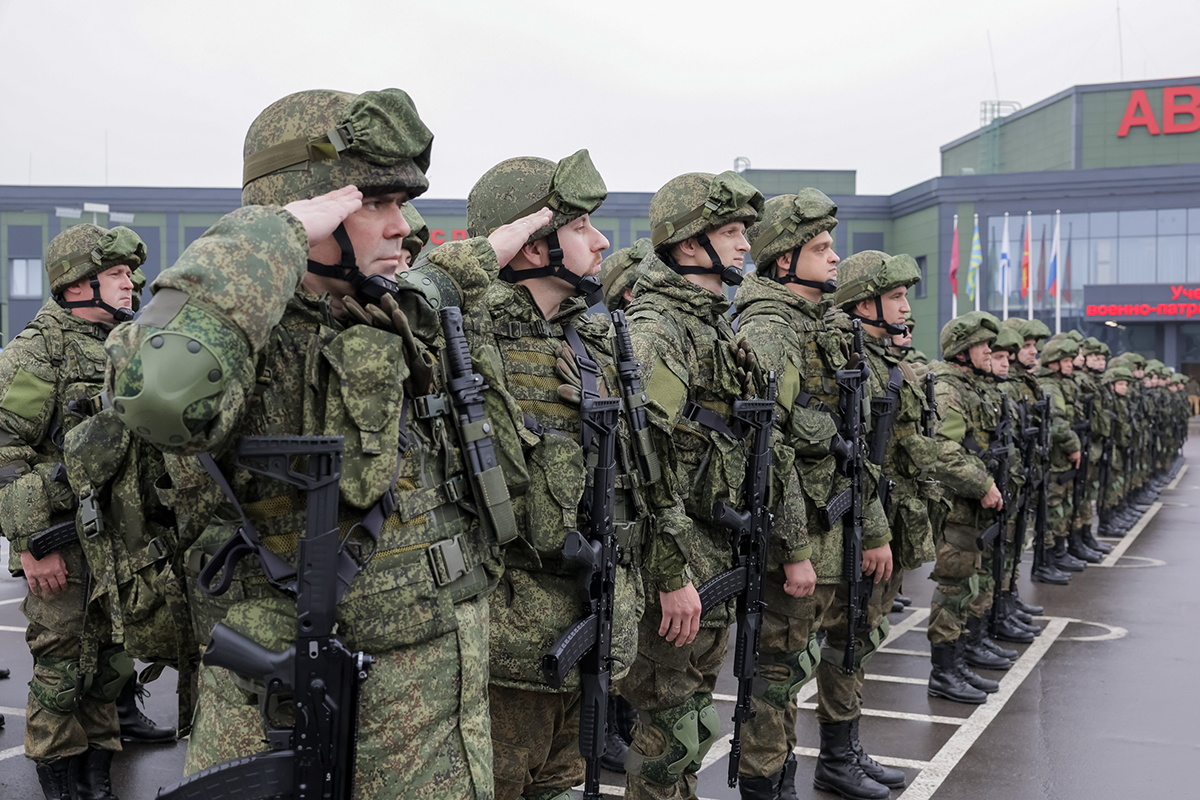
Tropas russas mobilizadas em um campo de treinamento, 1.º de outubro de 2022

De acordo com o Instituto para o Estudo da Guerra, é improvável que a mobilização permita à Rússia aumentar significativamente seu poder de combate. Segundo o advogado Alexei Tabalov, escrevendo para o The Insider, um dos objetivos da alteração das leis sobre deserção era a "escravização do efetivo militar no fronte".
Outros especialistas afirmam que a Rússia sofre com a falta de infraestrutura para treinar e equipar os mobilizados, devido às pesadas perdas de equipamentos e munições no campo de batalha e à abolição de muitas estruturas logísticas e de gestão que antes permitiam aos países da antiga União Soviética treinar e armar rapidamente os conscritos mobilizados. Jean-Christophe Noël, pesquisador associado do Instituto Francês de Relações Internacionais, afirmou que "uma das fraquezas russas são os combates conjuntos de exércitos, e seus reservistas não estão preparados para isso. Eles seriam usados como bucha de canhão em qualquer tentativa ofensiva".
O The Washington Post observou que, ao anunciar a mobilização, Putin assumiu um grande risco – de acordo com pesquisas, os jovens podem começar a expressar oposição à guerra devido ao decreto de mobilização. De acordo com a análise dos economistas Oleg Itskhoki e Maxim Mironov, a Rússia pode perder mais de 10% dos homens com idades entre 20 e 29 anos como resultado das perdas na guerra e da emigração. Após o fim da guerra, a Rússia espera um aumento da criminalidade. Além disso, um número significativo de crianças, especialmente em regiões pobres, ficará sem pais, o que levará a um novo aumento da criminalidade em 5 a 10 anos, quando essas crianças se tornarem adolescentes.
Doug Klain, um pesquisador do Atlantic Council, expressou sua preocupação, afirmando que enviar homens sem treinamento adequado, mal equipados e em grande parte desinteressados para lutar na Ucrânia resultará em um massacre com poucos precedentes na guerra moderna. Ele ressaltou que nos Estados Unidos, os novos recrutas do Exército passam por pelo menos 10 semanas de treinamento básico para estarem prontos para o combate. Gustaf Gressel, pesquisador sênior do Conselho Europeu de Relações Internacionais, comentou sobre a qualidade inferior dos novos recrutas russos. Ele sugeriu que Putin talvez não se importe muito com essa questão, indicando que o objetivo geral seria fazer com que a Ucrânia esgotasse suas munições antes que a Rússia ficasse sem soldados.